# Mary Louise Booth

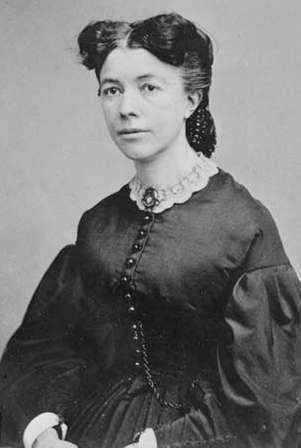
Mary Louise Booth, um 1860

Mary Louise Booth (* 19. April 1831 in Yaphank, Suffolk County, New York; † 5. März 1889 in New York City) war eine US-amerikanische Chefredakteurin, Übersetzerin und Autorin. Sie war die erste Chefredakteurin des Modemagazins Harper’s Bazaar.

## Leben

### Kindheit und Ausbildung

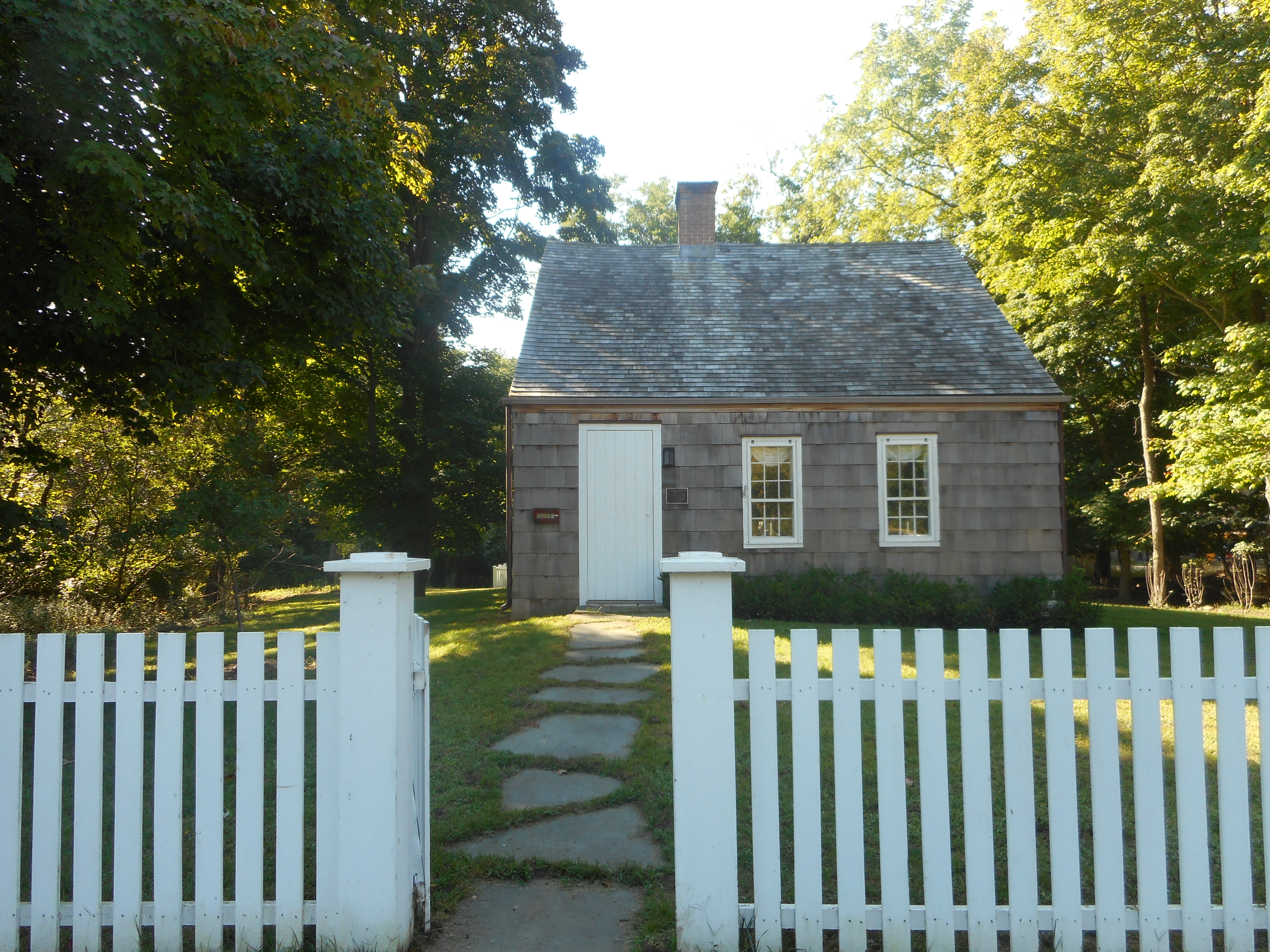
Haus in Yaphank, in dem Booth die Kindheit verbrachte, 2015

Mary Louise Booth wurde in Millville (Long Island) geboren, das 1846 wegen Verwechslungsgefahr mit gleichnamigen Orten in Yaphank umbenannt wurde. Ihre Eltern waren William Chatfield Booth und Nancy Monswell. Booths Mutter war französischer Abstammung, die Enkelin eines Flüchtlings aus der Französischen Revolution. Booths Vater stammte von einem frühen Siedler, John Booth, ab, der 1649 in die Vereinigten Staaten kam und ein Verwandter des englischen Politikers Sir George Booth war. Er stellte einige Jahre lang Nachtwächter für mehrere große Geschäftshäuser in New York City. Neben Mary Louise gehörten eine weitere Tochter und zwei Söhne zu seiner Familie.
Mary Louise Booth galt als frühreifes Kind und lernte schnell lesen. Sie interessierte sich dafür, die französischen Wörter zu buchstabieren und sie mit den englischen zu vergleichen und lernte auf diese Weise weiter. Später lernte sie auf dieselbe Weise Deutsch. Da sie Autodidaktin war und keine der beiden Sprachen hörte, lernte sie nie, die nicht-englischen Sprachen zu sprechen, aber in späteren Jahren beherrschte sie sie so gut, dass sie fast jedes Buch aus dem Deutschen oder Französischen übersetzen und laut auf Englisch vorlesen konnte. Mit sieben Jahre soll sie dann angefangen haben, mit ihrem Vater Latein zu studieren. Von dieser Zeit an war sie eine unermüdliche Leserin, die sich mehr den Büchern als dem Spiel widmete. Ihr Vater besaß eine umfangreiche Bibliothek. Noch vor ihrem elften Geburtstag hatte sie sich mit Hume, Gibbon, Alison, Racine und anderen Autoren vertraut gemacht. Zu diesem Zeitpunkt wurde Booth auf die Schule geschickt. Ihre Eltern gaben sich alle erdenkliche Mühe mit ihrer Ausbildung, und ihre körperliche Kraft reichte aus, um ein riesiges Pensum an Akademien und Kursen zu absolvieren. Sie interessierte sich mehr für Sprachen und Naturwissenschaften, die sie sehr gut beherrschte, als für die meisten anderen Fächer, und hatte keine besondere Freude an der Mathematik.
Als Booth etwa dreizehn Jahre alt war, zog die Familie nach Brooklyn, und ihr Vater organisierte im Stadtteil Williamsburg die damals erste öffentliche Schule. Booth half ihrem Vater, in der Schule zu unterrichten.
Booth war entschlossen, die Literatur in New York zu ihrem Beruf zu machen. Um finanziell unabhängig werden zu können, zog Booth, als sie achtzehn Jahre alt war, daher in die Stadt.

### Autorin

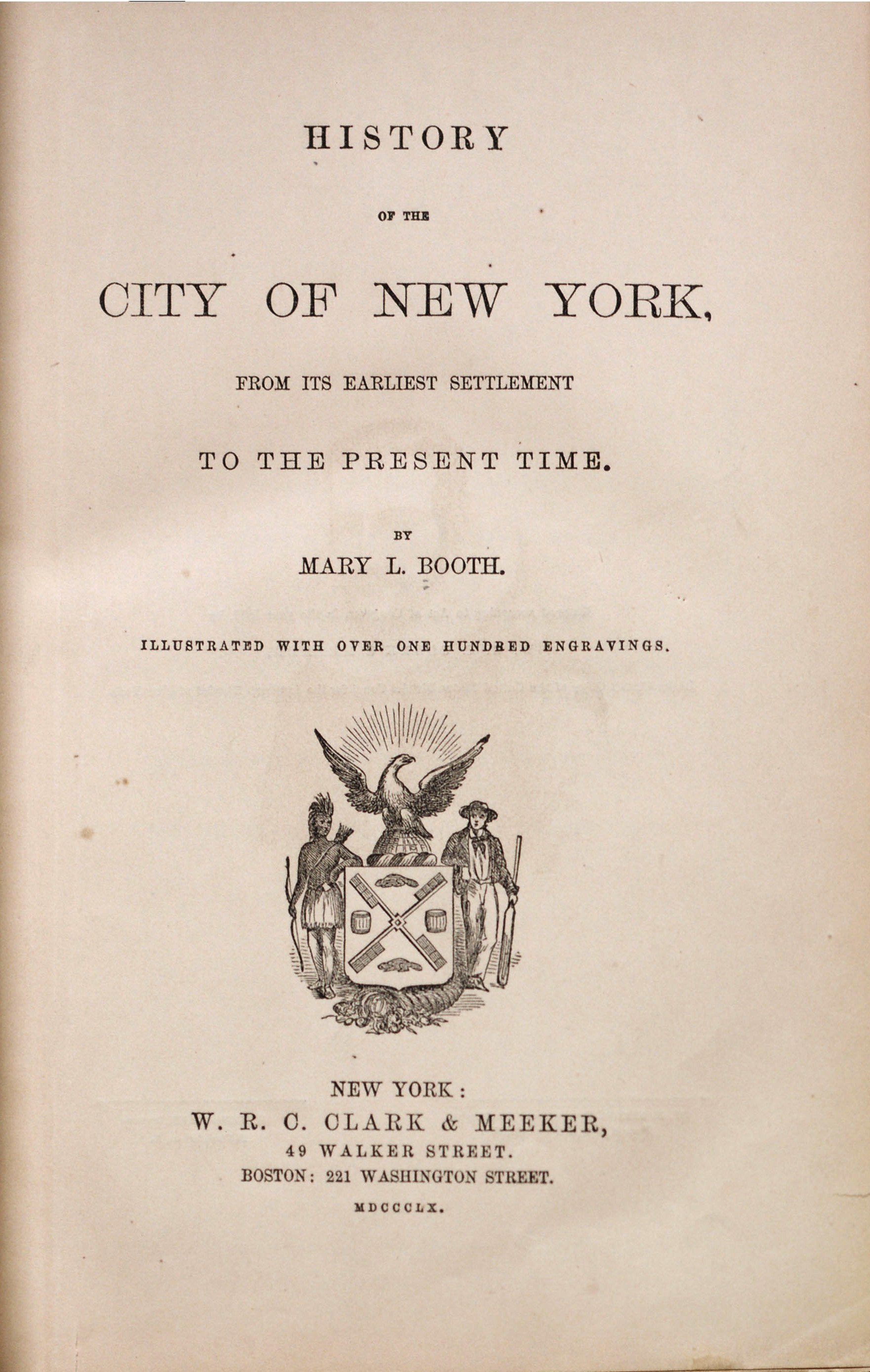
Mary Louise Booth: History of the City of New York, 1859

Ein Freund, der Westenschneider war, bot Booth an, ihr das Handwerk beizubringen, und so konnte sie ihren Plan, nach New York zu gehen, in die Tat umsetzen. Sie nahm sich ein kleines Zimmer in der Stadt und fuhr nur noch an den Wochenende nach Williamsburg.
Booth schrieb Erzählungen und Skizzen für Zeitungen und Zeitschriften, in vielen Fällen mit geringer oder gar keiner Bezahlung. Sie übersetzte aus dem Französischen die dann englischen Titel The Marble-Worker’s Manual (New York, 1856) und The Clock and Watch Maker’s Manual. Sie übersetzte Joseph Mérys André Chénier und Edmond Abouts Le roi des montagnes für Emerson’s Magazine, das auch Originalartikel von ihr veröffentlichte. Als Nächstes übersetzte sie Victor Cousins Madame de Chevreuse (1859). Sie unterstützte Orlando Williams Wight bei einer Reihe von Übersetzungen französischer Klassiker und übersetzte auch Abouts Germaine (Boston, 1860).
Ein Freund schlug Booth vor, dass noch keine vollständige Geschichte von New York City geschrieben worden war und dass es gut wäre, eine solche für den Gebrauch in Schulen vorzubereiten. Sie machte sich an die Arbeit und stellte nach einigen Jahren einen Entwurf fertig, der auf Wunsch eines Verlegers zur Grundlage eines umfangreicheren Werks zum selben Thema wurde. Washington Irving schickte ihr einen Brief mit herzlicher Ermutigung, und Henry B. Dawson, Edmund Bailey O’Callaghan und zahlreiche andere versorgten sie mit Dokumenten und Unterstützung. Der Historiker Benson John Lossing schrieb ihr: „Meine liebe Miss Booth, die Bürger New Yorks schulden Ihnen Dank für diese populäre Geschichte aus dem Leben der großen Metropole, die so viele wichtige Fakten ihrer Geschichte enthält und in einem für alle zugänglichen Band zusammengefasst ist. Ich beglückwünsche Sie zu der Vollständigkeit der Aufgabe und der bewundernswerten Art und Weise, in der sie ausgeführt wurde.“ Booths History of the City of New York erschien 1859 in einem einzigen Band. Sie fand so großen Anklang, dass der Verleger Booth vorschlug, ins Ausland zu gehen und populäre Historien der großen europäischen Hauptstädte London, Paris, Berlin und Wien zu schreiben. Der herannahende Bürgerkrieg und andere Umstände verhinderten ihre Reise. Eine zweite Auflage des Buchs wurde 1867 veröffentlicht, und eine dritte, überarbeitete Auflage erschien 1880. Eine großformatige Ausgabe des Werks wurde von bekannten Büchersammlern übernommen, erweitert und mit zusätzlichen Drucken, Porträts und Autographen illustriert. Ein Exemplar, das auf Folioformat vergrößert und durch mehrere tausend Karten, Briefe und andere Abbildungen auf neun Bände erweitert wurde, befand sich im Besitz der Stadt New York. Ein weiteres Exemplar befand sich im Besitz von Booth und wurde durch mehr als zweitausend Illustrationen auf eingefügten Blättern bereichert.

### Bürgerkriegszeit
Kurz nach der Veröffentlichung der ersten Auflage dieses Werks brach der Sezessionskrieg aus. Booth war schon immer eine Gegnerin der Sklaverei gewesen. Sie wurde auf der Seite der Union angeworben und sehnte sich danach, etwas für die Sache zu tun, fühlte sich jedoch nicht dazu qualifiziert, als Krankenschwester in Militärkrankenhäusern zu arbeiten. Als sie ein Vorabexemplar von Un grand peuple qui se relève (1861, „Aufstand eines großen Volkes“) des Grafen Agénor Étienne de Gasparin erhielt, sah sie sofort eine Möglichkeit, wie sie helfen konnte. Sie brachte das Werk zu Charles Scribner und schlug ihm vor, es zu veröffentlichen. Er erklärte, dass er dies gerne tun würde, wenn die Übersetzung fertig sei, dass aber der Krieg zu Ende sein würde, bevor das Buch herauskäme; wenn es aber in einer Woche fertig wäre, würde er es veröffentlichen. Booth machte sich an die Arbeit, wobei sie abends die Korrekturbögen entgegennahm und am Morgen in der nächsten Version zurückbrachte. Innerhalb einer Woche war die Übersetzung fertig, und in vierzehn Tagen wurde das Buch veröffentlicht. Es erregte große Aufmerksamkeit und die Zeitungen veröffentlichten Rezensionen und Kommentare, die je nach der vertretenen Partei lobend oder ablehnend ausfielen.
Die Veröffentlichung der Übersetzung brachte Booth in Kontakt mit Gasparin und seiner Frau, die sie baten, sie in der Schweiz zu besuchen. In rascher Folge erschienen Booths Übersetzungen von Gasparins L’Amérique devant l’Europe (1861), Édouard René Lefebvre de Laboulayes Paris En Amerique (New York, 1865) und Augustin Cochins Résultats de l’abolition de l’esclavage (1862). Für diese Arbeiten erhielt sie Lob und Ermutigung von Präsident Lincoln, Senator Sumner und anderen Politikern. Während des gesamten Krieges führte sie Briefwechsel mit Cochin, Gasparin, Laboulaye, Henri Martin, Charles Forbes René de Montalembert und anderen europäischen Sympathisanten der Union. Zu dieser Zeit übersetzte sie auch Vesper, Camille und Les tristesses humaines von Valérie de Gasparin sowie Le bonheur von Agénor Étienne de Gasparin. Dokumente, die ihr von französischen Freunden der Union zugesandt wurden, übersetzte sie und veröffentlichte sie in Flugblättern, die vom Union League Club herausgegeben oder in den New Yorker Zeitschriften abgedruckt wurden. Booth übersetzte Martins Histoire de France. Die beiden Bände, die das Zeitalter Ludwigs XIV. behandeln, wurden 1864 veröffentlicht, zwei weitere, die letzten der siebzehn Bände des Originalwerks, 1866 unter dem Titel The Decline of the French Monarchy. Es war beabsichtigt, diese mit den anderen Bänden von Anfang an fortzusetzen, aber obwohl sie zwei weitere Bände übersetzte, wurde das Vorhaben aufgegeben, und es wurden keine weiteren gedruckt. Ihre Übersetzung von Martins Kurzfassung seiner Geschichte Frankreichs erschien 1880. Sie übersetzte auch das Märchenbuch von Laboulaye, die Märchen von Jean Macé und die Lettres provinciales von Blaise Pascal. Ihre Übersetzungen umfassten am Ende fast vierzig Bände.

### Harper’s Bazaar
Im Jahr 1867 unternahm Booth ein weiteres Unternehmen, indem sie für 16 Jahre die Leitung von Harper’s Bazaar übernahm, einer Wochenzeitschrift, die dem Vergnügen und der Verschönerung des Hauses gewidmet war. Lange Zeit unterhielt sie gute Beziehungen zu den vier Begründern Harpers, die die Zeitschrift gegründet hatten und deren Geschäfte leiteten. Unter ihrer redaktionellen Leitung war die Zeitschrift sehr erfolgreich und zählte hunderttausende Abonnenten.

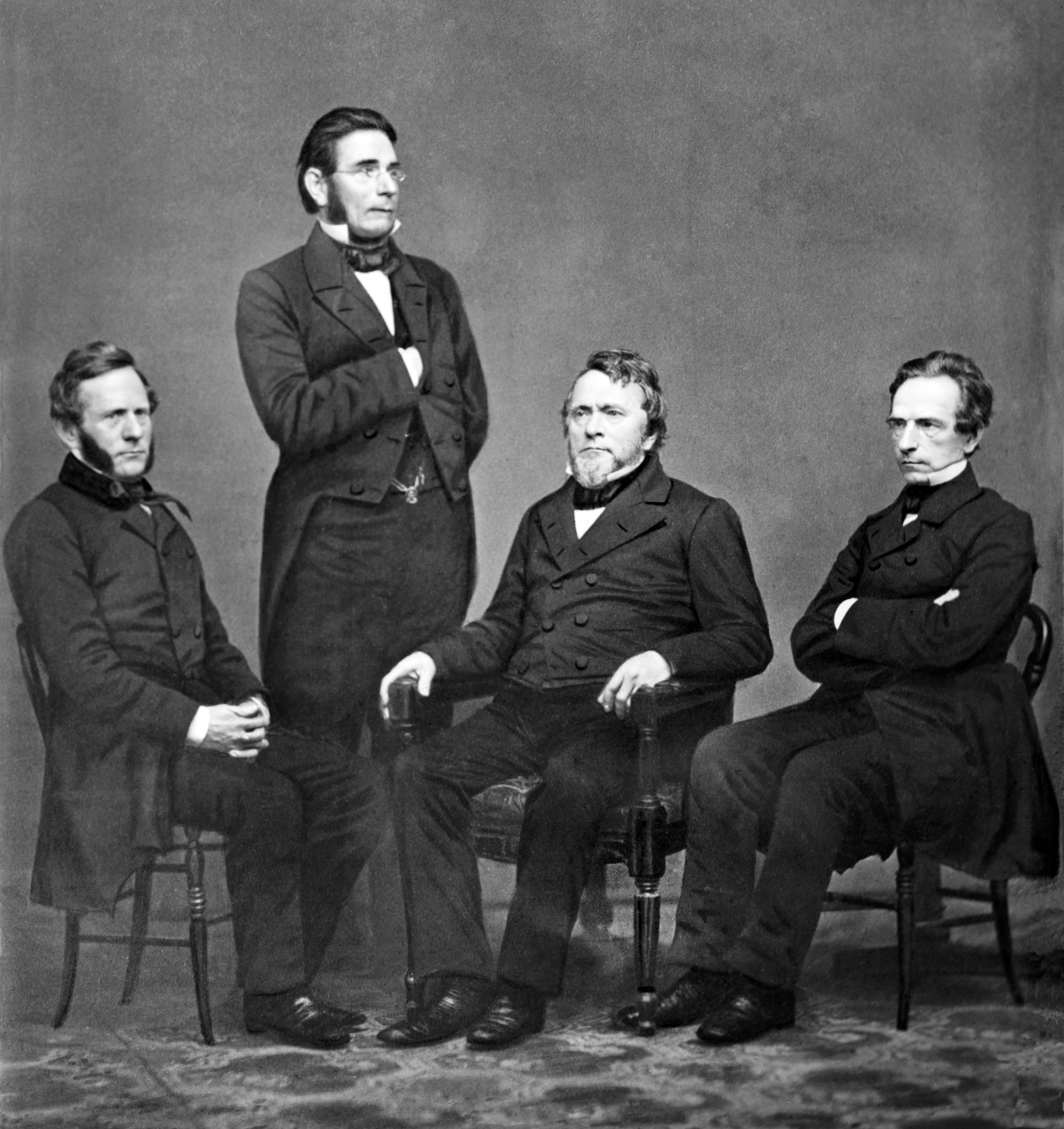
Fletcher, James, John und Joseph Harper, ca. 1860
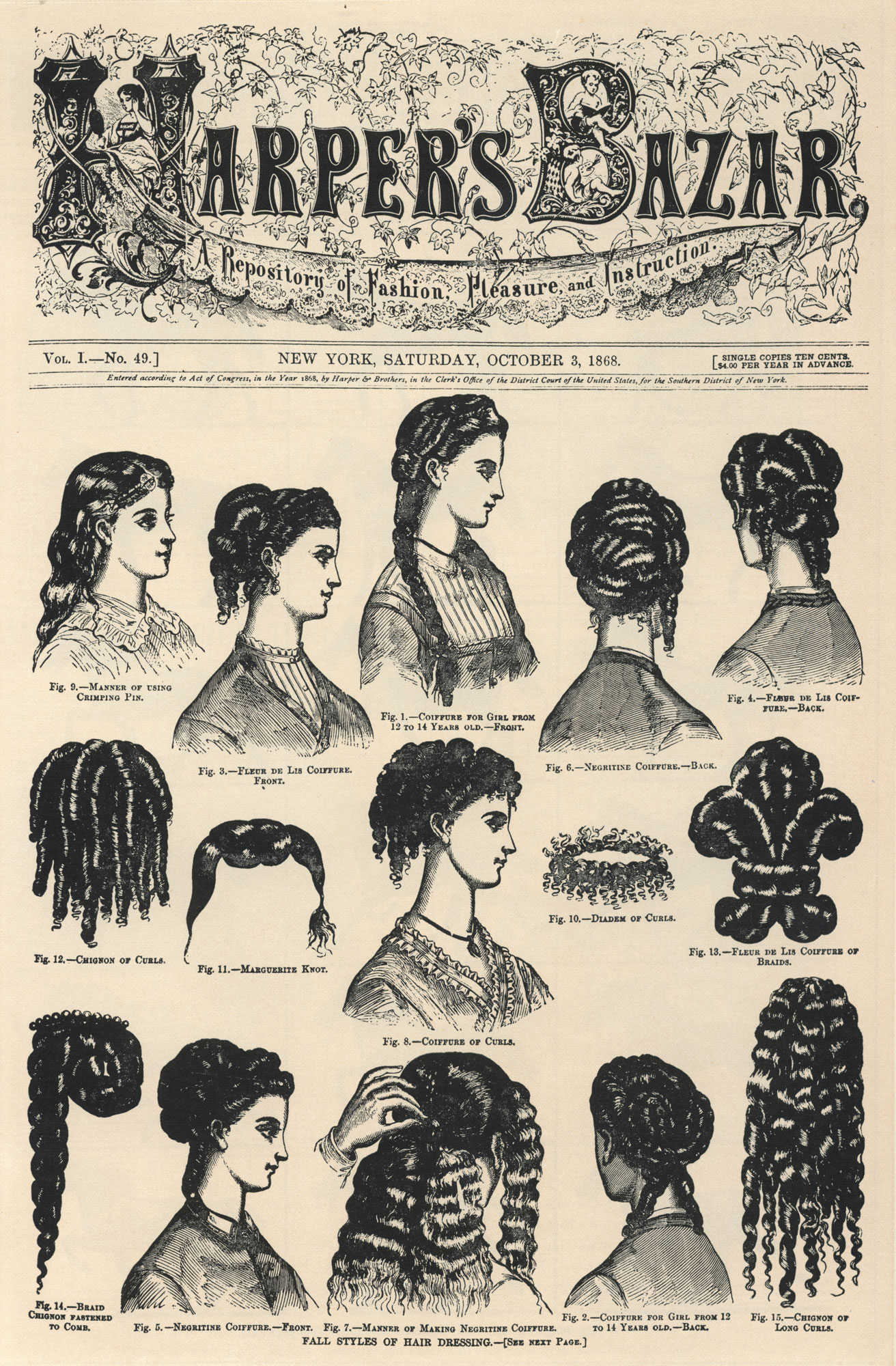
Harper’s Bazaar (1868)
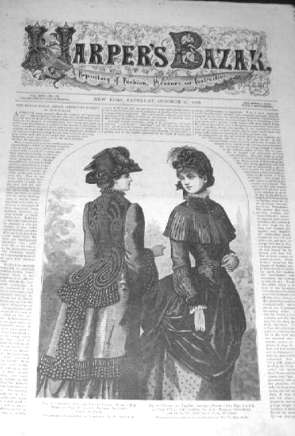
Harper’s Bazaar (1883)

Sie lebte in New York City, in der Nähe des Central Park, in einem Haus, das Booth gehörte, zusammen mit ihrer langjährigen Lebensgefährtin, Mrs. Anne W. Wright, eine Freundschaft, die schon in der Kindheit begann. Es gab immer Gäste, und im Salon versammelten sich jeden Samstagabend Kulturschaffende und Politiker.
Booth starb nach kurzer Krankheit im März 1889 in New York. Sie ist auf dem Cypress Hills Cemetery in Brooklyn beerdigt. Da sie nie geheiratet hatte, erbte ihr Neffe ihre Büchersammlung und ihre Briefe mit der Anweisung, sie für die Veröffentlichung ihrer Biografie zu verwenden.  Als er zwei Jahre später Konkurs anmeldete, wurden ihre Bücher und Briefe leider verkauft und es gibt daher keinen zentralen Nachlass.